# Priyant Singh
Priyant Kumar Singh (sinh ngày 16 tháng 2 năm 1992) là một cầu thủ bóng đá người Ấn Độ thi đấu ở vị trí Thủ môn cho Kingfisher East Bengal ở I-League

## Sự nghiệp câu lạc bộ
Sau nhiều năm tại hệ thống East Bengal, Priyant Singh chuyển đến đội chính cùng với màn trình diễn ấn tượng. Sau đó anh đến Mohammedan SC, tích lũy kinh nghiệm và trở lại East Bengal năm 2012. Anh từng đại diện U-19 East Bengal khi thi đấu cấp độ trẻ. Anh có màn ra mắt trong một trận đấu tại Cúp AFC trước Al Qadsia Kuwait East Bengal thất bại 2-3.